# Astrid Schreyögg
Astrid Schreyögg (* 1946) ist eine deutsche Psychotherapeutin, Supervisorin, Coach, Dozentin und Autorin zahlreicher Sachbücher. Sie ist Herausgeberin der Zeitschrift Organisationsberatung Supervision Coaching im VS Verlag für Sozialwissenschaften.

## Leben und Wirken
Schreyögg studierte Psychologie und anschließend Pädagogik an der Universität Erlangen-Nürnberg und promovierte an der Universität Dortmund zum Dr. phil. Sie absolvierte von 1972 bis 1980 mehrere Therapieausbildungen und erhielt ihre Approbation als Psychologische Psychotherapeutin.
Bereits vor Beginn ihres Pädagogikstudiums begann sie ab 1971 ihre berufliche Tätigkeit, zunächst 1971 als Wirtschaftspsychologin in der Marktforschung, anschließend ab 1972 als Leiterin eines heilpädagogisch-psychotherapeutischen Kinderheims. Ab 1972 war sie Dozentin und ab 1973 Direktorin der evangelischen Fachakademie für Sozialpädagogik in Nürnberg. Anschließend arbeitete sie in leitenden Tätigkeiten in der Supervision und (ab 1981) auch als Lehrtherapeutin für Gestalttherapie.
1985 nahm sie eine freiberufliche Tätigkeit als Psychotherapeutin, Supervisorin, Coach, Lehrbeauftragte und Beraterin auf. 1994 gründete sie die Zeitschrift Organisationsberatung Supervision Coaching (OSC).
Sie ist Dozentin der Deutschen Psychologen Akademie (DPA) des Berufsverbandes Deutscher Psychologinnen und Psychologen (BDP) und verantwortlich für die wissenschaftliche Gesamtleitung des Coaching-Fortbildungsprogramms für die Managementberatung der DPA.
Sie war verheiratet mit dem Wirtschaftswissenschaftler Georg Schreyögg.

## Buchveröffentlichungen
- Familie trotz Doppelkarriere, Springer VS, 1. Auflage 2013, ISBN 978-3-658-01674-6
- Konfliktcoaching: Anleitung für den Coach, Campus Verlag, 2. Auflage 2011, ISBN 978-3-593-39544-9
- Supervision: ein integratives Modell. Lehrbuch zur Theorie und Praxis, Campus Verlag, 4. Auflage 2004, ISBN 978-3-8100-4099-2
- Coaching für die neu ernannte Führungskraft, VS Verlag für Sozialwissenschaften, 2. Auflage 2010, ISBN 978-3-531-17346-7
- Coaching: Eine Einführung für Praxis und Ausbildung, Campus Verlag, 6. Auflage 2003, ISBN 978-3-593-37332-4

## Beiträge in Sammelwerken (Auswahl)
- Supervision: ein kritischer Blick aus Sicht des Coaches. In: Louis van Kessel, Jörg Fellermann (Hrsg.): Supervision und Coaching in Europäischer Perspektive. Beiträge der ANSE-Konferenz 2000. Supervision ans Coaching in an European Perspective. Proceedings on the ANSE-Conference 2000, Köln 2002.